# Slovenci in Jugoslovani
Slovenci in Jugoslovani je naslov znamenitega predavanja slovenskega književnika Ivana Cankarja v Mestnem domu v Ljubljani 12. maja 1913. Zaradi vsebine predavanja in domnevni naklonjenosti politični zvezi jugoslovanskih narodov so Cankarja tedanje oblasti obsodile na teden dni zapora.